# The Young Veins
The Young Veins est un groupe de rock indépendant américain, originaire d'Echo Park, à Los Angeles, en Californie. Les membres fondateurs sont Ryan Ross et Jon Walker, qui étaient auparavant dans le groupe rock Panic! At the Disco et ont décidé de quitter le groupe puisqu'ils voulaient explorer de nouvelles voies musicales. Les autres membres sont Nick Murray, Andy Soukal et Nick White,,.

## Biographie
Dès que Ryan Ross et Jon Walker quittent leur ancien groupe le 6 juillet 2009, ils recrutent des amis et se mettent à l'enregistrement de leur premier album, accompagnés d'autres personnes de leur entourage, Alex Greenwald, Yonathan Garfias et Rob Mathes. Dès le 28 juillet 2009, ils annoncent que leur projet était un groupe rock inspiré des mélodies des années 1960 et lancent sur leur page MySpace une chanson, Change.
Depuis, le groupe ne cesse de travailler. Ils effectuent une tournée nord-américaine avec les groupes Bad Rabbits et Foxy Shazam tout de suite après l'enregistrement de Take a Vacation!. Leur premier album Take a Vacation! est sorti le 8 juin 2010 en Amérique. Il est réalisé par Rob Mathes et Alex Greenwald, ancien leader du groupe rock Phantom Planet. Ils lancent ensuite plusieurs chansons sur internet ou iTunes, notamment The Other Girl, Maybe I Will, Maybe I Won't, Everyone but you, Young Veins (Die Tonight) et Cape Town. Le 10 décembre 2010, le guitariste Jon Walker annonce sur Twitter que le groupe est en pause.

## Membres
- Ryan Ross - chant, guitare
- Jon Walker - guitare, basse, chœurs
- Nick Murray - batterie
- Andy Soukal - basse, chœurs
- Nick White - clavier, chœurs